# Графиня (фильм, 1991)
«Графиня» — художественный фильм режиссёра Дмитрия Шинкаренко, снятый в 1991 году на студии «ЛОГОС».

## Сюжет
В русской усадьбе XVIII века расположен Дом творчества Союза писателей СССР. В преддверии новогоднего праздника там собирается компания. Нина Григорьевна (Людмила Чурсина) со своими детьми селится в тех комнатах, где ранее жила графиня. В том же доме над своей новой книгой работает писатель Никита Шувалов (Евгений Сидихин). Нина Григорьевна и Никита знакомятся. Никита обнаруживает, что Нина очень похожа на графиню. Молодой человек влюбляется в неё, несмотря на разницу в возрасте.

## В ролях
- Людмила Чурсина — Нина Григорьевна
- Евгений Сидихин — Никита Шувалов, начинающий писатель
- Владимир Аникин — Клим, друг Никиты Шувалова
- Александра Захарова — Жанна, невеста Никиты
- Ольга Аросева — Марфа Алексеевна
- Ирина Азер — гид-экскурсовод
- Нина Агапова — отдыхающая
- Владимир Ивашов — Никифоров
- Виталий Леонов — отдыхающий
- Лев Бутенин — Лёва
- Людмила Баранова
- Татьяна Андреева
- Мария Солодовникова

## Съёмочная группа
- Автор сценария: Валерий Дёмин, Людмила Дёмина
- Режиссёр: Дмитрий Шинкаренко
- Оператор: Элизбар Караваев
- Композитор: Сергей Белимов
- Художник: Александр Толкачёв